# هومر أغسطس نيلسون
هومر أغسطس نيلسون هو محامي وقاضي وسياسي أمريكي، ولد في 31 أغسطس 1829 في بكبسي في الولايات المتحدة، وتوفي بنفس المكان في 25 أبريل 1891. نشط حزبياً في الحزب الديمقراطي. وقد انتخب عضو مجلس ولاية نيويورك ‏ وانتخب عضو مجلس النواب الأمريكي ‏.